# Campeonato Mundial de Fórmula E de 2022–23
O Campeonato Mundial de Fórmula E de 2022–23 foi a nona temporada do campeonato de automobilismo para veículos elétricos reconhecido pela Federação Internacional de Automobilismo (FIA), como a categoria mais alta entre as competições de monopostos elétricos.  Embora a temporada do campeonato seja designada como 2022–2023, todas as corridas foram realizadas em 2023.
Foi a primeira temporada do chassi Formula E Gen3, que substituiu o Gen2 que foi utilizado pela última vez na temporada de 2021–22. O Fanboost foi abandonado a partir desta temporada.
O piloto da Avalanche Andretti, Jake Dennis, sagrou-se campeão com uma corrida de antecedência. A Envision Racing conquistou seu primeiro Campeonato de Equipes, derrotando a Jaguar TCS Racing por uma margem de doze pontos.

## Pilotos e equipes
Todas as equipes utilizaram os chassis Formula E Gen3 com pneus Hankook. Os seguintes pilotos e equipes participaram do Campeonato Mundial de Fórmula E de 2022–23:
| Equipe                           | Trem de força         | N° | Pilotos                | Rodadas    |
| -------------------------------- | --------------------- | -- | ---------------------- | ---------- |
| ABT CUPRA Formula E Team         | Mahindra M9Electro    | 4  | Robin Frijns           | 1, 6–16    |
| ABT CUPRA Formula E Team         | Mahindra M9Electro    | 4  | Kelvin van der Linde   | 2–5        |
| ABT CUPRA Formula E Team         | Mahindra M9Electro    | 51 | Nico Müller            | Todas      |
| Avalanche Andretti Formula E     | Porsche 99X Electric  | 27 | Jake Dennis            | Todas      |
| Avalanche Andretti Formula E     | Porsche 99X Electric  | 36 | André Lotterer         | 1–9, 12–16 |
| Avalanche Andretti Formula E     | Porsche 99X Electric  | 36 | David Beckmann         | 10–11      |
| DS Penske                        | DS E-Tense FE23       | 1  | Stoffel Vandoorne      | Todas      |
| DS Penske                        | DS E-Tense FE23       | 25 | Jean-Éric Vergne       | Todas      |
| Envision Racing                  | Jaguar I-Type 6       | 16 | Sébastien Buemi        | Todas      |
| Envision Racing                  | Jaguar I-Type 6       | 37 | Nick Cassidy           | Todas      |
| Jaguar TCS Racing                | Jaguar I-Type 6       | 9  | Mitch Evans            | Todas      |
| Jaguar TCS Racing                | Jaguar I-Type 6       | 10 | Sam Bird               | Todas      |
| Mahindra Racing                  | Mahindra M9Electro    | 8  | Oliver Rowland         | 1–9        |
| Mahindra Racing                  | Mahindra M9Electro    | 8  | Roberto Merhi          | 10–16      |
| Mahindra Racing                  | Mahindra M9Electro    | 11 | Lucas Di Grassi        | Todas      |
| Maserati MSG Racing              | Maserati Tipo Folgore | 7  | Maximilian Günther     | Todas      |
| Maserati MSG Racing              | Maserati Tipo Folgore | 48 | Edoardo Mortara        | Todas      |
| NEOM McLaren Formula E Team      | Nissan e-4ORCE 04     | 5  | Jake Hughes            | Todas      |
| NEOM McLaren Formula E Team      | Nissan e-4ORCE 04     | 58 | René Rast              | Todas      |
| NIO 333 Racing                   | NIO 333 333 ER9       | 3  | Sérgio Sette Câmara    | Todas      |
| NIO 333 Racing                   | NIO 333 333 ER9       | 33 | Dan Ticktum            | Todas      |
| Nissan Formula E Team            | Nissan e-4ORCE 04     | 17 | Norman Nato            | Todas      |
| Nissan Formula E Team            | Nissan e-4ORCE 04     | 23 | Sacha Fenestraz        | Todas      |
| TAG Heuer Porsche Formula E Team | Porsche 99X Electric  | 13 | António Félix da Costa | Todas      |
| TAG Heuer Porsche Formula E Team | Porsche 99X Electric  | 94 | Pascal Wehrlein        | Todas      |

### Mudanças nas equipes
- Em 18 de agosto de 2021, a Mercedes-EQ anunciou que abandonaria a Fórmula E no final da temporada de 2021–22.[49]

- Em 10 de janeiro de 2022, a Maserati anunciou que se juntaria à Fórmula E na temporada de 2022–23 como fabricante, em parceria com uma equipe a ser anunciada.[50][51][52] Com isso, a Maserati se tornou na primeira fabricante italiana a competir na categoria. Em 7 de abril, foi anunciado um acordo entre a Maserati e a Venturi Racing para esta última ser transformada na equipe Maserati MSG Racing. Removendo assim o nome "Venturi", que esteve presente no grid da Fórmula E desde sua temporada inaugural, mas a maioria da estrutura remanescente da equipe de Mônaco permaneceu.[30]

- A Envision Racing passou a usar trens de força da Jaguar, em substituição dos propulsores da Audi, que fornecia para a equipe anglo-chinesa desde a temporada de 2018–19.[19]

- Em 12 de abril de 2022, a Nissan anunciou que havia adquirido completamente a equipe e.dams, para se tornar a Nissan Formula E Team.[45][53]

- Em 4 de maio de 2022, a Abt Sportsline anunciou seu retorno ao grid da Fórmula E com a sua nova equipe sendo denominada ABT CUPRA Formula E Team. A Abt era proprietária de uma das equipes fundadora da Fórmula E em 2014 e, a partir de 2017, quando o controle da equipe foi assumido pela Audi, ela permaneceu como um dos principais parceiros da antiga equipe Audi Sport ABT Schaeffler.[5] Em julho de 2022, a equipe assinou um contrato de múltiplos anos para utilizar trens de força da Mahindra a partir da temporada de 2022–23.[6]

- Em 13 de maio de 2022, foi anunciado que a Porsche passaria a fornecer trens de força para a equipe Andretti Formula E a partir da temporada de 2022–23.[11]

- A McLaren anunciou que tinha um acordo para se juntar à Fórmula E na temporada de 2022–23.[54] Porém, nenhuma confirmação oficial foi divulgada desde então e acreditava-se que a McLaren havia desistido de ingressar na categoria,[52] mas a partir de fevereiro de 2022, surgiram informações que a equipe Mercedes EQ Formula E estava em negociações com a McLaren para formar uma potencial parceria para que a equipe pudesse continuar na Fórmula E sob o nome McLaren durante a era Gen3, após a retirada da Mercedes.[55][56] Em 14 de maio de 2022, a McLaren anunciou seu ingresso na categoria após adquirir a equipe Mercedes.[57] Em junho de 2022, foi anunciado que a McLaren utilizaria trens de força fornecidos pela Nissan.[37]

- A DS Automobiles e a Techeetah anunciaram o fim de seu relacionamento após quatro temporadas. Posteriormente, em 12 de outubro de 2022, foi oficialmente anunciado que a Dragon / Penske Autosport assinou um contrato com a DS para uma parceria de longo prazo para o período da era Gen3. Com isso, a equipe Dragon, que havia usado trens de força fornecidos exclusivamente pela Penske desde o início de sua história na Fórmula E, passou a usar propulsores fornecidos pela DS e foi renomeada para DS Penske.[15]

- Após a Techeetah sofrer uma grave crise econômica e perder sua parceria com a DS, a equipe acabou por não participar da temporada de 2022–23, mas com a equipe pretendendo retornar ao grid para a temporada de 2023–24.[58]

## Calendário
Os seguintes ePrixes foram realizadas como parte do Campeonato Mundial de Fórmula E de 2022–23:
| ePrix | ePrix                     | País           | Circuito                                    | Data                    |
| ----- | ------------------------- | -------------- | ------------------------------------------- | ----------------------- |
| 1     | ePrix da Cidade do México | México         | Autódromo Hermanos Rodríguez                | 14 de janeiro de 2023   |
| 2     | ePrix de Daria            | Arábia Saudita | Circuito Urbano de Riade                    | 27 de janeiro de 2023   |
| 3     | ePrix de Daria            | Arábia Saudita | Circuito Urbano de Riade                    | 28 de janeiro de 2023   |
| 4     | ePrix de Haiderabade      | Índia          | Circuito Urbano de Haiderabade              | 11 de fevereiro de 2023 |
| 5     | ePrix da Cidade do Cabo   | África do Sul  | Circuito Urbano da Cidade do Cabo           | 25 de fevereiro de 2023 |
| 6     | ePrix de São Paulo        | Brasil         | Circuito Urbano de São Paulo                | 25 de março de 2023     |
| 7     | ePrix de Berlim           | Alemanha       | Circuito Urbano do Aeroporto de Tempelhoft  | 22 de abril de 2023     |
| 8     | ePrix de Berlim           | Alemanha       | Circuito Urbano do Aeroporto de Tempelhoft  | 23 de abril de 2023     |
| 9     | ePrix de Mônaco           | Mônaco         | Circuito de Mônaco                          | 6 de maio de 2023       |
| 10    | ePrix de Jacarta          | Indonésia      | Circuito Internacional do e-Prix de Jacarta | 3 de junho de 2023      |
| 11    | ePrix de Jacarta          | Indonésia      | Circuito Internacional do e-Prix de Jacarta | 4 de junho de 2023      |
| 12    | ePrix de Portland         | Estados Unidos | Portland International Raceway              | 24 de junho de 2023     |
| 13    | ePrix de Roma             | Itália         | Circuito Urbano do EUR                      | 15 de julho de 2023     |
| 14    | ePrix de Roma             | Itália         | Circuito Urbano do EUR                      | 16 de julho de 2023     |
| 15    | ePrix de Londres          | Reino Unido    | ExCeL London                                | 29 de julho de 2023     |
| 16    | ePrix de Londres          | Reino Unido    | ExCeL London                                | 30 de julho de 2023     |

## Resultados e classificação

### Por ePrix
| Rodada | Corrida          | Pole Position      | Volta mais rápida | Vencedor               | Equipe                           |
| ------ | ---------------- | ------------------ | ----------------- | ---------------------- | -------------------------------- |
| 1      | Cidade do México | Lucas di Grassi    | Jake Dennis       | Jake Dennis            | Avalanche Andretti Formula E     |
| 2      | Daria            | Sébastien Buemi    | René Rast         | Pascal Wehrlein        | TAG Heuer Porsche Formula E Team |
| 3      | Daria            | Jake Hughes        | Sam Bird          | Pascal Wehrlein        | TAG Heuer Porsche Formula E Team |
| 4      | Haiderabade      | Mitch Evans        | Nico Müller       | Jean-Éric Vergne       | DS Penske                        |
| 5      | Cidade do Cabo   | Sacha Fenestraz    | Jean-Éric Vergne  | António Félix da Costa | TAG Heuer Porsche Formula E Team |
| 6      | São Paulo        | Stoffel Vandoorne  | Sam Bird          | Mitch Evans            | Jaguar TCS Racing                |
| 7      | Berlim           | Sébastien Buemi    | Jake Dennis       | Mitch Evans            | Jaguar TCS Racing                |
| 8      | Berlim           | Robin Frijns       | Sébastien Buemi   | Nick Cassidy           | Envision Racing                  |
| 9      | Mônaco           | Jake Hughes        | Jake Dennis       | Nick Cassidy           | Envision Racing                  |
| 10     | Jacarta          | Maximilian Günther | Sébastien Buemi   | Pascal Wehrlein        | TAG Heuer Porsche Formula E Team |
| 11     | Jacarta          | Maximilian Günther | Jake Dennis       | Maximilian Günther     | Maserati MSG Racing              |
| 12     | Portland         | Jake Dennis        | Mitch Evans       | Nick Cassidy           | Envision Racing                  |
| 13     | Roma             | Mitch Evans        | Mitch Evans       | Mitch Evans            | Jaguar TCS Racing                |
| 14     | Roma             | Jake Dennis        | Jean-Éric Vergne  | Jake Dennis            | Avalanche Andretti Formula E     |
| 15     | Londres          | Mitch Evans        | André Lotterer    | Mitch Evans            | Jaguar TCS Racing                |
| 16     | Londres          | Nick Cassidy       | Jake Dennis       | Nick Cassidy           | Envision Racing                  |

### Sistema de pontuação
- Os pontos são concedidos para os dez primeiros colocados em cada corrida.
- Para o piloto que marca a pole position.
- Para o piloto, entre os dez primeiros, que marca a volta mais rápida.

| Posição | 1º | 2º | 3º | 4º | 5º | 6º | 7º | 8º | 9º | 10º | Pole position | Volta rápida |
| Pontos  | 25 | 18 | 15 | 12 | 10 | 8  | 6  | 4  | 2  | 1   | 3             | 1            |

### Campeonato de Pilotos
| Pos. | Piloto                 | CMX | DAR | DAR | HAI | CCB | SPL | BER | BER | MCO | JAC | JAC | PRT | ROM | ROM | LON | LON | Pts |
| ---- | ---------------------- | --- | --- | --- | --- | --- | --- | --- | --- | --- | --- | --- | --- | --- | --- | --- | --- | --- |
| 1    | Jake Dennis            | 1   | 2   | 2   | 16  | 13  | Ret | 18  | 2   | 3   | 2   | 2   | 2   | 4   | 1   | 2   | 3   | 229 |
| 2    | Nick Cassidy           | 9   | 6   | 13  | 2   | 3   | 2   | 5   | 1   | 1   | 7   | 18  | 1   | 2   | 14  | Ret | 1   | 199 |
| 3    | Mitch Evans            | 8   | 10  | 7   | Ret | 11  | 1   | 1   | 4   | 2   | Ret | 3   | 4   | 1   | Ret | 1   | 2   | 197 |
| 4    | Pascal Wehrlein        | 2   | 1   | 1   | 4   | Ret | 7   | 6   | 7   | 10  | 1   | 6   | 8   | 9   | 7   | 10  | 10  | 149 |
| 5    | Jean-Éric Vergne       | 12  | 7   | 16  | 1   | 2   | 5   | 7   | 3   | 7   | 5   | 16  | 11  | 5   | 15  | Ret | 22  | 107 |
| 6    | Sébastien Buemi        | 6   | 4   | 6   | 15  | 5   | 10  | 4   | 20  | 8   | 20  | 10  | 5   | Ret | 5   | 3   | 6   | 105 |
| 7    | Maximilian Günther     | 11  | NL  | 20  | 13  | Ret | 11  | 3   | 6   | Ret | 3   | 1   | 6   | 3   | 6   | 12  | 14  | 101 |
| 8    | Sam Bird               | Ret | 3   | 4   | Ret | WD  | 3   | 2   | 19  | 16  | 21  | NL  | 17  | Ret | 3   | 4   | 7   | 95  |
| 9    | António Félix da Costa | 7   | 18  | 11  | 3   | 1   | 4   | Ret | 5   | 15  | 8   | 7   | 3   | Ret | 12  | 16  | 16  | 93  |
| 10   | Norman Nato            | Ret | 12  | 14  | 7   | 8   | Ret | 13  | 16  | 18  | 12  | 5   | 9   | 7   | 2   | 8   | 4   | 63  |
| 11   | Stoffel Vandoorne      | 10  | 11  | 20  | 8   | 7   | 6   | Ret | 8   | 9   | 4   | 9   | 12  | 11  | 8   | 11  | 5   | 56  |
| 12   | Jake Hughes            | 5   | 8   | 5   | Ret | 10  | 8   | Ret | 18  | 5   | 10  | Ret | 18  | NP  | 11  | 10  | 18  | 48  |
| 13   | René Rast              | Ret | 5   | 3   | Ret | 4   | 9   | 18  | 13  | 17  | 15  | 15  | 14  | Ret | 13  | 14  | 12  | 40  |
| 14   | Edoardo Mortara        | Ret | Ret | 9   | 10  | Ret | Ret | 9   | 22  | 11  | 6   | 8   | Ret | Ret | 4   | 5   | 11  | 39  |
| 15   | Lucas di Grassi        | 3   | 13  | 15  | 14  | WD  | 13  | 11  | 12  | 12  | 14  | 14  | 7   | Ret | Ret | 6   | 18  | 32  |
| 16   | Sacha Fenestraz        | 15  | 17  | 8   | 12  | NC  | Ret | 12  | 12  | 4   | 19  | 4   | 15  | 10  | Ret | Ret | 15  | 32  |
| 17   | Dan Ticktum            | 17  | 14  | 10  | Ret | 6   | 14  | Ret | 10  | 6   | 13  | 11  | 13  | 13  | 9   | 7   | 9   | 28  |
| 18   | André Lotterer         | 4   | 4   | 12  | 9   | 9   | 12  | 8   | 21  | Ret | NP  | NP  | 19  | Ret | Ret | 13  | 21  | 23  |
| 19   | Nico Müller            | 14  | Ret | Ret | 11  | WD  | Ret | 15  | 9   | Ret | 11  | 12  | Ret | 6   | 6   | Ret | 8   | 15  |
| 20   | Sérgio Sette Câmara    | 16  | 15  | 17  | 5   | 12  | 17  | 16  | 15  | 14  | 17  | NL  | 16  | 8   | Ret | DSQ | 13  | 14  |
| 21   | Oliver Rowland         | 13  | 19  | Ret | 6   | WD  | 16  | 10  | 14  | Ret | NP  | NP  | NP  | NP  | NP  | NP  | NP  | 9   |
| 22   | Robin Frijns           | Ret | NP  | NP  | NP  | NP  | 14  | 14  | 17  | 13  | 9   | 13  | 10  | Ret | Ret | Ret | 17  | 6   |
| 23   | Roberto Merhi          | NP  | NP  | NP  | NP  | NP  | NP  | NP  | NP  | NP  | 18  | 17  | Ret | 17  | Ret | 16  | 20  | 0   |
| 24   | Kelvin van der Linde   | NP  | 16  | 18  | Ret | WD  | NP  | NP  | NP  | NP  | NP  | NP  | NP  | NP  | NP  | NP  | NP  | 0   |
| 25   | David Beckmann         | NP  | NP  | NP  | NP  | NP  | NP  | NP  | NP  | NP  | 16  | Ret | NP  | NP  | NP  | NP  | NP  | 0   |
| Pos. | Piloto                 | CMX | DAR | DAR | HAI | CCB | SPL | BER | BER | MCO | JAC | JAC | PRT | ROM | ROM | LON | LON | Pts |

| Cor      | Resultado                      |
| -------- | ------------------------------ |
| Ouro     | Vencedor                       |
| Prata    | 2º lugar                       |
| Bronze   | 3º lugar                       |
| Verde    | Terminou, nos pontos           |
| Azul     | Terminou, sem pontos           |
| Azul     | Terminou, sem classificar (NC) |
| Púrpura  | Retirou-se (Ret)               |
| Vermelho | Não qualificado (NQ)           |
| Vermelho | Não pré-qualificado (NPQ)      |
| Preto    | Desqualificado (DSQ)           |
| Branco   | Não largou (NL)                |
| Branco   | Desistência (WD)               |
| Branco   | Corrida cancelada (C)          |
| Sem cor  | Não participou (NP)            |
| Sem cor  | Excluído (EX)                  |

### Campeonato de Equipes
| Pos. | Equipe                           | N.º | CMX | DAR | DAR | HAI | CCB | SPL | BER | BER | MCO | JAC | JAC | PRT | ROM | ROM | LON | LON | Pts |
| ---- | -------------------------------- | --- | --- | --- | --- | --- | --- | --- | --- | --- | --- | --- | --- | --- | --- | --- | --- | --- | --- |
| 1    | Envision Racing                  | 16  | 6   | 4   | 6   | 15  | 5   | 10  | 4   | 20  | 8   | 20  | 10  | 5   | Ret | 5   | 3   | 6   | 304 |
| 1    | Envision Racing                  | 37  | 9   | 6   | 13  | 2   | 3   | 2   | 5   | 1   | 1   | 7   | 18  | 1   | 2   | 14  | Ret | 1   | 304 |
| 2    | Jaguar TCS Racing                | 9   | 8   | 10  | 7   | Ret | 11  | 1   | 1   | 4   | 2   | Ret | 3   | 4   | 1   | Ret | 1   | 2   | 292 |
| 2    | Jaguar TCS Racing                | 10  | Ret | 3   | 4   | Ret | WD  | 3   | 2   | 19  | 16  | 21  | NL  | 17  | Ret | 3   | 5   | 7   | 292 |
| 3    | Avalanche Andretti               | 27  | 1   | 2   | 2   | 16  | 13  | Ret | 18  | 2   | 3   | 2   | 2   | 2   | 4   | 1   | 2   | 3   | 252 |
| 3    | Avalanche Andretti               | 36  | 4   | 9   | 12  | 9   | 9   | 12  | 8   | 21  | Ret | 16  | Ret | 19  | Ret | Ret | 13  | 21  | 252 |
| 3    | TAG Heuer Porsche Formula E Team | 13  | 7   | 18  | 11  | 3   | 1   | 4   | Ret | 5   | 15  | 8   | 7   | 3   | Ret | 12  | 17  | 16  | 242 |
| 3    | TAG Heuer Porsche Formula E Team | 94  | 2   | 1   | 1   | 4   | Ret | 7   | 6   | 7   | 10  | 1   | 6   | 8   | 9   | 7   | 9   | 10  | 242 |
| 5    | DS Penske                        | 1   | 10  | 11  | 20  | 8   | 7   | 6   | Ret | 8   | 9   | 4   | 9   | 12  | 11  | 8   | 11  | 5   | 163 |
| 5    | DS Penske                        | 25  | 12  | 7   | 16  | 1   | 2   | 5   | 7   | 3   | 7   | 5   | 16  | 11  | 5   | 15  | Ret | 22  | 163 |
| 6    | Maserati MSG Racing              | 7   | 11  | NL  | 19  | 13  | Ret | 11  | 3   | 6   | Ret | 3   | 1   | 6   | 3   | 6   | 12  | 14  | 140 |
| 6    | Maserati MSG Racing              | 48  | Ret | Ret | 9   | 10  | Ret | Ret | 9   | 22  | 11  | 6   | 8   | Ret | Ret | 4   | 5   | 11  | 140 |
| 7    | Nissan Formula E Team            | 17  | Ret | 12  | 14  | 7   | 8   | Ret | 13  | 16  | 18  | 12  | 5   | 9   | 7   | 2   | 8   | 4   | 95  |
| 7    | Nissan Formula E Team            | 23  | 15  | 17  | 8   | 12  | NC  | Ret | 12  | 11  | 4   | 19  | 4   | 15  | 10  | 16  | Ret | 15  | 95  |
| 8    | NEOM McLaren Formula E Team      | 5   | 5   | 8   | 5   | Ret | 10  | 8   | Ret | 18  | 5   | 10  | Ret | 18  | NL  | 11  | 10  | 19  | 88  |
| 8    | NEOM McLaren Formula E Team      | 58  | Ret | 5   | 3   | Ret | 4   | 9   | 17  | 13  | Ret | 15  | 15  | 14  | Ret | 13  | 14  | 12  | 88  |
| 9    | NIO 333 Racing                   | 3   | 16  | 15  | 17  | 5   | 12  | 17  | 16  | 15  | 14  | 17  | NL  | 16  | 8   | Ret | DSQ | 13  | 42  |
| 9    | NIO 333 Racing                   | 33  | 17  | 14  | 10  | 12  | 6   | 14  | Ret | 10  | 6   | 13  | 11  | 13  | 13  | 9   | 7   | 9   | 42  |
| 10   | Mahindra Racing                  | 8   | 13  | 19  | Ret | 6   | WD  | 16  | 10  | 14  | Ret | 18  | 17  | Ret | 12  | Ret | 15  | 20  | 41  |
| 10   | Mahindra Racing                  | 11  | 3   | 13  | 15  | 14  | WD  | 13  | 11  | 12  | 12  | 14  | 14  | 7   | Ret | Ret | 6   | 18  | 41  |
| 11   | ABT CUPRA Formula E Team         | 4   | Ret | 16  | 18  | Ret | WD  | 15  | 14  | '17 | 13  | 9   | 13  | 10  | Ret | Ret | Ret | 17  | 21  |
| 11   | ABT CUPRA Formula E Team         | 51  | 14  | Ret | Ret | 11  | WD  | Ret | 15  | 10  | Ret | 11  | 12  | Ret | 6   | 10  | Ret | 8   | 21  |
| Pos. | Equipe                           | N.º | CMX | DAR | DAR | HAI | CCB | SPL | BER | BER | MCO | JAC | JAC | PRT | ROM | ROM | LON | LON | Pts |